# Port lotniczy Kuwejt
Port lotniczy Kuwejt (IATA: KWI, ICAO: OKKK) – międzynarodowy port lotniczy położony 16 km na południe od Kuwejtu. Jest największym portem lotniczym w Kuwejcie. Część kompleksu portu lotniczego jest przeznaczona pod Bazę lotnicza Al Mubarak, w której stacjonują Kuwejckie Siły Powietrzne, a także znajduje się muzeum kuwejckich sił powietrznych.

## Struktura
Lotnisko przeszło ogromne projekty modernizacji i rozbudowy w latach 1999–2001, w której dawny parking został wyczyszczony i rozbudowano na jego terenie terminal. Terminal uzyskał nowe obszary check-in, nowe wejście do portu lotniczego, budowę wielopiętrowych parkingów i centrum lotniska.
Port lotniczy Kuwejt może teraz obsłużyć więcej niż siedem milionów pasażerów rocznie. Nowy ogólny terminal lotniczy został ukończony w 2008 roku w ramach systemu BOT i jest obsługiwany przez Royal Aviation. Do końca 2008 r. terminal został zmodyfikowany do obsługi regularnych połączeń z nieistniejącymi już Wataniya Airways wraz z ogólnym ruchem lotniczym. Terminal został nazwany Sheikh Saad Terminal.
Obecne lotnisko otrzymują ocenę trzech gwiazdek przez Skytrax.

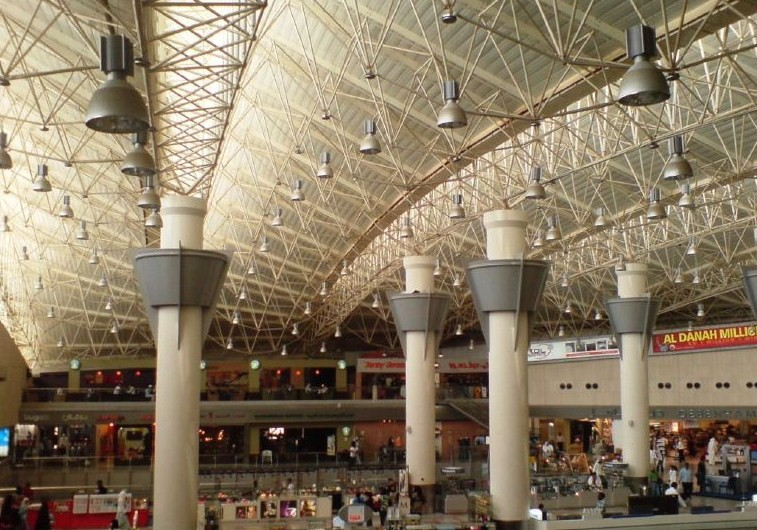
Wnętrze terminalu

## Linie lotnicze i połączenia
| Linia lotnicza       | Kierunek |
| -------------------- | --- |
| Air Arabia           | 1. Szardża |
| Azerbaijan Airlines  | 1. Baku |
| British Airways      | 1. Londyn |
| Bulgaria Air         | 1. Burgas |
| EgyptAir             | 1. Aleksandria 2. Asjut 3. Kair 4. Luksor 5. Sauhadż |
| Emirates             | 1. Dubaj |
| Ethiopian Airlines   | 1. Addis Abeba |
| Etihad Airways       | 1. Abu Zabi |
| Fly Dubai            | 1. Dubaj |
| Gulf Air             | 1. Bahrajn |
| Jazeera Airways      | 1. Aleksandria 2. Ałmaty 3. Amman 4. Asjut 5. Bahrajn 6. Baku 7. Biszkek 8. Bengaluru 9. Burajda 10. Kair 11. Ćennaj 12. Kolombo 13. Delhi 14. Dhaka 15. Doha 16. Dubaj 17. Giza 18. Hail 19. Hyderabad 20. Islamabad 21. Stambuł 22. Stambuł-Sabiha 23. Dżudda 24. Kazań 25. Karaczi 26. Katmandu 27. Koczin 28. Lahaur 29. Luksor 30. Medyna 31. Meszhed 32. Moskwa 33. Mumbaj 34. Nadżaf 35. Rijad 36. Sauhadż 37. Sziraz 38. Taif 39. Taszkent 40. Tbilisi 41. Teheran 42. Turkiestan (od 6 czerwca 2024) 43. Dammam Sezonowo: 1. Antalya 2. Batumi 3. Bejrut 4. Bodrum 5. Ćottogram 6. Larnaka 7. Namangan 8. Osz 9. Praga 10. Salala 11. Samarkanda 12. Sarajewo 13. Szarm el-Szejk 14. Tirana 15. Tivat 16. Trabzon            |
| Lufthansa            | 1. Dammam 2. Frankfurt |
| Kuwait Airways       | 1. Ahmadabad 2. Amman 3. Amsterdam 4. Bahrajn 5. Baku 6. Bangkok 7. Barcelona 8. Bejrut 9. Bengaluru 10. Kair 11. Casablanca 12. Ćennaj 13. Dammam 14. Delhi 15. Dhaka 16. Doha 17. Dubaj 18. Frankfurt 19. Genewa 20. Guangzhou 21. Hyderabad 22. Islamabad 23. Stambuł 24. Stambuł-Sabiha 25. Dżudda 26. Katmandu 27. Koczin 28. Lahaur 29. Londyn-Heathrow 30. Madryt 31. Manchester 32. Meszhed 33. Medyna 34. Manila 35. Mumbaj 36. Mediolan-Malpensa 37. Monachium 38. Nadżaf 39. Nowy Jork-JFK 40. Paryż-Charles de Gaulle 41. Rijad 42. Rzym-Fiumicino 43. Taif 44. Tbilisi 45. Teheran 46. Thiruvananthapuram Sezonowo: 1. Antalya 2. Bodrum 3. Malaga 4. Nicea 5. Salala 6. Sarajewo 7. Szarm el-Szejk 8. Trabzon 9. Wiedeń |
| Middle East Airlines | 1. Bejrut |
| Oman Air             | 1. Maskat |
| Qatar Airways        | 1. Doha |
| Royal Jordanian      | 1. Amman |
| Saudia               | 1. Dżudda 2. Medyna 3. Rijad |
| Turkish Airlines     | 1. Stambuł |
| Wizz Air             | 1. Abu Zabi 2. Rzym-Fiumicino 3. Wiedeń |

- Air Arabia Egypt (Aleksandria-Borg El Arab, Asjut, Suhadż)
- Air India (Ahmadabad, Madras, Goa, Hajdarabad)
- Air India Express (Koczin, Kozhikode, Mangalore)
- AlMasria Universal Airlines (Aleksandria- Borg El Arab, Asjut)
- Al-Naser Airlines (Bagdad, Nadżaf)
- Ariana Afghan Airlines (Kabul)
- Biman Bangladesh Airlines (Ćottogram, Dhaka)
- IndiGo Airlines (Ćennaj[4])
- Iran Air (Ahwaz, Isfahan, Lar, Meszhed, Shahre Kord, Sziraz)
- Iran Aseman Airlines (Ahwaz, Lamerd, Meszhed, Sziraz)
- KLM (Amsterdam, Bahrajn)
- Mahan Airlines (Meszhed)
- Nas Air (Dżudda, Medyna)
- Pakistan International Airlines (Islamabad, Karaczi, Lahaur, Peszawar, Sialkot)
- RAK Airways (Rasz al Chaimah)
- Rovos Air (Bagdad, Kandahar)
- SalamAir (Maskat[5])
- Shaheen Air International (Lahaur)
- SriLankan Airlines (Kolombo)
- Syrian Arab Airlines (Aleppo, Damaszek, Deir ez-Zor)
- FlyBosnia (Sarajewo)

### Cargo
- Air France Cargo (Dubaj, Hanoi, Hongkong, Paryż-Charles de Gaulle)
- Cargolux (Hongkong, Luksemburg)
- DHL Aviation (Bahrajn)
- Falcon Express Cargo Airlines (Bahrajn, Ad-Dauha, Dubaj, Rijad)
- Swiftair (Kandahar)
- Qatar Airways Cargo (Ad-Dauha)